# Abtwil, Sankt Gallen
Abtwil är en ort i kommunen Gaiserwald i kantonen Sankt Gallen, Schweiz. Orten ligger 645 meter över havet och hade 5 194 invånare (2018).